# ديكستروموراميد
ديكستروموراميد Dextromoramide (Palfium, Palphium, Jetrium, Dimorlin) هو مسكن أفيوني أقوى بثلاث مرات من الأفيون لكن مدة تأثيره أقصر, لأنه يخضع لأنظمة حظر المخدرات، سواء على الصعيد الدولي من خلال معاهدات الأمم المتحدة والقانون الجنائي للولايات المنفردة. لا يزال تسويقه فقط في هولندا.
كما يتميز بأن توافره الحيوي عال جدا وهذا يعني بأن تراكيز الجرعة الفموية البلازمية تكافئ الجرعة الحقنية. ويعتبر الإمساك الناتج عن استخدامه أقل تواترا بالحدوث بالمقارنة مع باقي الأفيونات المستخدمة لتسكين الآلام الناتجة عن السرطان. والتحمل الذي يمكن أن ينتج عن استخدامه يتطور ببطء مقارنة بالأفيونات الأخرى ذات التأثير القصير. يملك نصف عمر مماثل للبيثيدين.

## التاريخ
اكتشف ديكستروموراميد واعطى براءة اختراع في عام 1956 من قبل الدكتور بول يانسن في يانسن للصناعات الدوائية، الذي اكتشف أيضا فنتانيل، من الافيونيات الاصطناعيه الهامة الأخرى، وتستخدم على نطاق واسع لعلاج الألم، وبالاشتراك مع أدوية أخرى بوصفه مخدر.

## الاستخدام الطبي
والميزة الرئيسية لهذا الدواء هو أنه لديه بداية سريعة للعمل عندما يؤخذ عن طريق الفم، ويحتوي على التوافر الحيوي العالي وهو ما يعني أن الجرعات عن طريق الفم تستخدم تقريبا في الكثير من البلدان وهي تعطي نفس تاثير الحقن. كما أن لديها ميل منخفض نسبيا لإحداث الإمساك وهي مشكلة مشتركة مع المسكنات الشاملة من الافيونيات المستخدمة في تسكين آلام السرطان ، والتحمل على آثار المسكن يتطور ببطء نسبيا بالمقارنة مع معظم الأفيونيات قصير المفعول الأخرى.

## الخواص الكيميائية
ديكستروموراميد هو اليد اليمنى أيسومر من جزيء moramide. ويطلق على جزيء اليد اليسرى levomoramide، ويسمى خليط من اثنين racemoramide. اسمه الكيميائي الكامل هو:
(+)-1-(3-Methyl-4-morpholino-2,2-diphenylbutyryl)pyrrolidine,وتركيبته الجزيئية: C25H32N2O2
والوزن الذري له~ 392.5.

## الجرعة
- 5ملغ كل 4 ساعات لتسكين آلام السرطان.

## الآثار الجانبية
- الشُّعور بالدُّوار أو الدوخة، أو النُّعاس، أو تَشوُّش أو تغيُّم الرؤية، أو تغيُّر في طريقة التفكير. لذلك، يجب تجنُّبُ القيادة، وتجنُّب القيام بالمهام والأنشطة التي تحتاج إلى يقظة ورؤية واضحة حتَّى يظهر مدى تأثير هذا الدَّواء في المريض.
- الإِحساس بدوخة عندَ القيامِ من وضعيَّة الجلوس أو الرُّقاد، لذلك يجب التحرُّكُ ببطء، والحذر عندَ صُعود الأَدراج.
- غَثيان أو قيء. ويمكن أن يفيدَ استعمالُ وجبات صغيرة متكرِّرة والعناية بنظافة الفم ومص حلوى جافَّة أو مَضغ اللبان «العلكة» للتَّخفيف من ذلك.
- إِمساك. وقد يساعد تناولُ السَّوائل والأطعمة المحتوية على ألياف، أو المواظبة على أداء الرياضة البدنية، في تخفيفه. ويجب استشارةُ مقدِّم الرِّعاية الصحِّية إذا ما كان من الممكن تناول المليِّنات أو المُسهلات.
- تَهيُّج الأنف.
- عدم القُدرة على النَّوم (أَرَق).
- تثبيط تنفسي.

## الأشكال الصيدلانية
- تحاميل.